# Munatia Plancina
Munatia Plancina, morte en l'an 33 apr. J.-C., était une noble dame romaine qui vivait dans les premiers temps de l'Empire romain fondé par Auguste. Elle fut l'épouse du gouverneur de Syrie, Gnaeus Calpurnius Piso. Le couple fut accusé d'avoir empoisonné Germanicus, le neveu et fils adoptif de l'empereur Tibère. D'abord acquittée, elle préféra se suicider lorsque l'affaire repassa en jugement.

## Biographie
Souvent, Munatia Plancina est simplement appelée Plancina. Elle fut probablement la fille d'un certain Munatius, qui fut le « comes » (compagnon) de Tibère dans sa mission diplomatique à l'Est. Par conséquent, elle était l'arrière-petite-fille de Lucius Munatius Plancus, qui a été consul en 42 avant J.-C.
Munatia Plancina fut une femme riche et sûre d'elle en raison de la noblesse de ses origines. Elle fut probablement la seconde épouse de Gnaeus Calpurnius Piso avec lequel elle eut deux fils : Gnaeus, qui, plus tard changea son prénom en Lucius, et Marcus Calpurnius Piso. Munatia fut une amie proche de Livie, l'épouse de l'empereur Auguste et mère de son successeur Tibère. Lorsque son mari fut désigné gouverneur de Syrie, elle l'accompagna dans sa province en l'an 18 apr. J.-C. À cette époque, Germanicus voyageait vers l'Est de l'Empire romain en compagnie de son épouse Agrippine l'Aînée. Arrivés en Syrie, ils furent mêlés à une sérieuse querelle avec le gouverneur Piso et sa femme. Comme Agrippine, Munatia Plancina assistait quelquefois aux parades militaires. Souvent, elle insultait Germanicus et son épouse. L'historien romain Tacite affirme que Livie a, secrètement, commandité cette action contre Germanicus et Agrippine,. Munatia Plancina est supposée avoir été en contact avec une préparatrice syrienne de poison appelée Martina. Lorsque Germanicus mourut rapidement, le 10 octobre en l'an 19 apr. J.-C., il suspecta apparemment Piso et son épouse de l'avoir empoisonné,. La nouvelle de la mort de Germanicus aurait procuré beaucoup de plaisir à Munatia Plancina,. Ensuite, elle encouragea son époux à prendre à nouveau possession de la Syrie par des actions militaires.
À l'automne de l'an 20 apr. J.-C., Munatia Plancina et son époux retournèrent à Rome. Le couple avait à répondre de l'accusation de meurtre sur la personne de Germanicus devant le Sénat romain. Munatia Plancina fut présumée coupable de plusieurs infractions graves mais son influente amie Livie se battit pour elle et fit pression sur Tibère. Par conséquent, son acquittement fut donc prévisible. Elle se sépara de son mari qui se suicida. Une motion du Sénat découverte récemment confirme également que Munatia Plancina dut son impunité à une recommandation de Tibère, poussé par Livie à agir de la sorte. Après la mort de Livie, Plancina n'avait plus de puissante protectrice si bien qu'en l'an 33 apr. J.-C., quand Tibère renouvela l'inculpation, Plancina se suicida avant le jugement,.
Le fait que la famille de Munatia Plancina eut une piètre réputation sous le règne de Tibère peut être dû à la description très négative de son grand-père, Lucius Munatius Plancus, faite par l'historien Marcus Velleius Paterculus.

## Sources
- Rudolf Hanslik: Munatius 44). In: Realencyclopädie der Classischen Altertumswissenschaft, vol. XVI 1 (1933), col. 556-557.
- Munatia Plancina. In: Der Neue Pauly (English: Brill’s New Pauly), vol. 7 (1999), col. 468.